# Eksperyment deprywacyjny
Eksperyment deprywacyjny − eksperyment przeprowadzony na zlecenie cesarza Fryderyka II Hohenstaufa, polegający na wychowywaniu grupy dzieci w całkowitej izolacji od mowy, w celu sprawdzenia, jaki język wytworzy taka grupa. Według założeń eksperymentu dzieci miały zacząć mówić językiem biologicznych rodziców lub językiem identycznym z językiem pierwszych ludzi − Adama i Ewy. Fryderyk II był ciekaw, czy językiem pierwotnym okaże się język hebrajski, starogrecki, łaciński czy arabski.  W rezultacie grupa dzieci zaczęła porozumiewać się za pomocą zespołu gestów i nieartykułowanych dźwięków.
Podobne "doświadczenie" wedle Herodota (Dzieje 2, 2) przeprowadzić miał Psametych I, "odkrywając", że najstarszym jest język frygijski. Herodot uznał takie "doświadczenia" za zbędne (2, 15).